# Medjugorje, il cammino del cuore
Medjugorje, il cammino del cuore è un saggio del giornalista e scrittore Rino Cammilleri.

## Contenuto
Nel saggio l'autore descrive i suoi due viaggi a Medjugorje, effettuati nel 1990 e nel 2011, in occasione del trentennale delle apparizioni. Si intrecciano elementi autobiografici e descrizioni riguardanti questo e numerosi altri avvenimenti mariani. Sono riportate inoltre molte altre vicende, dalla profezia di Malachia a sorprendenti testimonianze individuali.
Il testo è suddiviso in quattordici capitoli, tre dei quali dedicati ad argomenti di carattere escatologico. L'autore, pur tenendo presente la mancanza di un giudizio definitivo da parte della Chiesa cattolica, e pur esprimendo un certo rammarico per non avere ricevuto "segni" personali, esprime la sua opinione favorevole su un fenomeno che mostra innumerevoli frutti di conversione.

## Edizioni
- Rino Cammilleri, Medjugorje, il cammino del cuore, Arnoldo Mondadori Editore, 2012,  pp. 235, ISBN 9788804621041.